# Ebersbach (Glauchau)
Ebersbach ist ein zum Ortsteil Reinholdshain der Großen Kreisstadt Glauchau gehöriger Ort im Landkreis Zwickau (Freistaat Sachsen). Die Gemeinde Ebersbach wurde am 1. Januar 1974 ohne ihren Ortsteil Oberwinkel nach Reinholdshain eingemeindet, mit dem der Ort am 3. Oktober 1992 zur Stadt Glauchau kam. Als Ortsteil der Stadt Glauchau trägt Ebersbach den Gemeindeschlüssel 020.

## Geografie

### Geografische Lage und Verkehr
Ebersbach befindet sich nordöstlich der Glauchauer Kernstadt und der Bundesautobahn 4. Der im Ort entspringende Bach entwässert nach Norden in die Zwickauer Mulde.

### Nachbarorte
| Oertelshain   | Oberwinkel                                  | Callenberg |
|               | Kompassrose, die auf Nachbargemeinden zeigt | Grumbach   |
| Reinholdshain |                                             |            |

## Geschichte
Das Waldhufendorf Ebersbach wurde im Jahr 1275 in Zusammenhang mit einem „Gerhardus de Hebersbach, Gerh. de Ebersbach“ erwähnt. Ebersbach kam im Jahr 1543 als einstiger Besitz des im Zuge der Reformation im Jahr 1533 aufgelösten Klosters Remse durch Kauf an die Herren von Schönburg. Im Jahr 1551 wird Ebersbach als Amtsdorf der schönburgischen Herrschaft Remse geführt, welche nach Auflösung des Klosters Remse im Jahr 1533 entstand und seit 1543 den Herren von Schönburg unter wettinischer Oberhoheit gehörte. Aufgrund der historischen Zugehörigkeit war Ebersbach kirchlich nach Oberwinkel gepfarrt, seit 1931 zur Lutherkirchgemeinde Altstadt Waldenburg.
Im Rahmen der administrativen Neugliederung des Königreichs Sachsens wurde Ebersbach als Teil der schönburgischen Lehnsherrschaft Remse im Jahr 1835 der Kreisdirektion Zwickau unterstellt. Die Lehnsherrschaft Remse mit ihren Orten wurde seitdem administrativ durch das königlich-sächsische Amt Zwickau verwaltet. Ab 1856 gehörte Ebersbach zum Gerichtsamt Remse und ab 1875 zunächst zur Amtshauptmannschaft Zwickau. Nachdem auf dem Gebiet der Rezessherrschaften Schönburg im Jahr 1878 eine Verwaltungsreform durchgeführt wurde, kam Ebersbach mit dem gesamten ehemaligen Gerichtsamtsbezirk Remse im Jahr 1880 zur neu gegründeten sächsischen Amtshauptmannschaft Glauchau.
Durch die zweite Kreisreform in der DDR kam die Gemeinde Ebersbach im Jahr 1952 zum Kreis Glauchau im Bezirk Chemnitz (1953 in Bezirk Karl-Marx-Stadt umbenannt). Am 17. September 1961 wurde der Nachbarort Oberwinkel nach Ebersbach eingemeindet. Bei der Eingemeindung der Gemeinde Ebersbach in die Gemeinde Reinholdshain erfolgte am 1. Januar 1974 die Umgliederung von Oberwinkel nach Waldenburg. Als Ortsteil der Gemeinde Reinholdshain kam Ebersbach im Jahr 1990 zum sächsischen Landkreis Glauchau, der 1994 im Landkreis Chemnitzer Land bzw. 2008 im Landkreis Zwickau aufging. Mit der Eingemeindung von Reinholdshain mit dem Ortsteil Ebersbach in die Stadt Glauchau wurde Ebersbach am 1. Januar 1993 ein zum Ortsteil Reinholdshain gehöriger Ort.